# Conseil congolais de la batterie
Le Conseil Congolais de la Batterie, en sigle « CCB » est un établissement public congolais créé par décret du 1er ministre Sama Lukonde en date du 6 décembre 2022. Le CCB a pour objet la gestion de la chaine de valeur des batteries et des véhicules électriques.

## Histoire
Le 1er mai 2022,  le Président Félix Antoine Tshisekedi Tshilombo et son homologue zambien, Hakainde Hichilema, décident de conforter la position de leurs pays dans la production des batteries électriques, par la signature d’un accord de collaboration entre la RDC et la Zambie sur la gestion commune du projet de fabrication des batteries. Les deux pays entendent, via un projet commun, mettre en valeur leurs réserves de lithium, l’un des composants essentiels à la fabrication des batteries électriques.
Le 18 février 2023, Félix Tshisekedi nomme les animateurs du Conseil Congolais de la Batterie (CCB). Jérôme Makimba Mungomba est nommé président du conseil d’administration et Denis Lecouturier est nommé directeur général. Il est secondé par Ndondo Kakule Vuko, directeur général adjoint. Jean-Marie Kanda Ntumba, Noel Zangio Tchioor Muyimp et Thierry Mulumba Mpandandjila sont respectivement nommés membres du conseil d’administration de cette entreprise publique.